# Unterseeboot 134 (1941)
Pour les autres navires du même nom, voir Unterseeboot 134.
L' Unterseeboot 134 (ou U-134) est un U-Boot type VII C utilisé par la Kriegsmarine pendant la Seconde Guerre mondiale.

## Historique
Mis en service le 26 juillet 1941, l'U-134 reçoit sa formation à Kiel en Allemagne au sein de la 5. Unterseebootsflottille jusqu'au 31 octobre 1941, il est affecté dans une formation de combat à La Pallice en France dans la 3. Unterseebootsflottille.
Il quitte Kiel en Allemagne pour sa première patrouille sous les ordres de Rudolf Schendel le 1er décembre 1941. Il atteint Kirkenes le 12 décembre 1941 après 12 jours en mer.

Lors de cette première patrouille au large de la côte nord de la Norvège, le 9 décembre 1941, l'U-134 attaque un convoi de quatre navires marchands et coulé le navire marchand allemand Steinbek de 2 185 tonneaux. Rudolf Schendel a ensuite été notifié par le Befehlshaber der U-Boote (BdU ou Commandement des U-Boots-Quartier général des U-Boots) qu'il avait attaqué un convoi allemand. Une enquête de l'Oberkommando der Marine (Haut Commandement Naval) a blâmé le commandant de l'U-134 de l'incident, mais a également noté qu'il n'avait pas été informé de la position des navires allemands dans la région.
L'Unterseeboot 134 a effectué neuf patrouilles dans lesquelles il a coulé trois navires marchands pour un total de 12 147 tonneaux sur un total de 405 jours en mer.
L'U-134 quitte Kiel pour sa neuvième patrouille le 10 juin 1943 sous les ordres de l'Oberleutnant zur See Hans-Günther Brosin. Après 76 jours en mer, il a été coulé le 24 août 1943 par six charges de profondeur lancées depuis un bombardier Vickers Wellington dans l'Atlantique nord au large de Vigo en Espagne avec tout son équipage à la position géographique de 42° 07′ N, 9° 30′ O.

## Affectations successives
- 5. Unterseebootsflottille du 26 juillet au 31 octobre 1941 (entrainement)
- 3. Unterseebootsflottille du 1er novembre 1941 au 24 août 1943 (service actif)

## Commandants successifs
- Kapitänleutnant Rudolf Schendel du 26 juillet 1941 au 2 février 1943
- Kapitänleutnant Hans-Günther Brosin du 3 février au 24 août 1943

## Patrouilles
|       | Commandant                | Départ            | Départ       | Arrivée            | Arrivée      | Jours     | Succès   |
| ----- | ------------------------- | ----------------- | ------------ | ------------------ | ------------ | --------- | -------- |
| 1     | Rudolf Schendel           | 1er décembre 1941 | Kiel         | 12 décembre 1941   | Kirkenes     | 12 jours  |          |
| 2     | Rudolf Schendel           | 24 décembre 1941  | Kirkenes     | 20 janvier 1942    | Kirkenes     | 28 jours  | 5 135    |
| 3     | Rudolf Schendel           | 1er février 1942  | Kirkenes     | 22 février 1942    | Kirkenes     | 22 jours  |          |
| 4     | Rudolf Schendel           | 1er mars 1942     | Kirkenes     | 15 mars 1942       | Kiel         | 15 jours  | 1 920    |
| 5     | Rudolf Schendel           | 19 mai 1942       | Kiel         | 20 mai 1942        | Kristiansand | 2 jours   |          |
|       | Rudolf Schendel           | 21 mai 1942       | Kristiansand | 1er juin 1942      | La Pallice   | 12 jours  |          |
| 6     | Rudolf Schendel           | 11 juin 1942      | La Pallice   | 1er septembre 1942 | La Pallice   | 83 jours  |          |
| 7     | Rudolf Schendel           | 15 octobre 1942   | La Pallice   | 19 janvier 1943    | La Pallice   | 97 jours  | 4 827    |
| 8     | Oblt. Hans-Günther Brosin | 16 mars 1943      | La Pallice   | 2 mai 1943         | La Pallice   | 58 jours  |          |
| 9     | Oblt. Hans-Günther Brosin | 10 juin 1943      | Kiel         | 24 août 1943       | Coulé        | 76 jours  |          |
| Total | Total                     | Total             | Total        | Total              | Total        | 405 jours | 12 147 t |

Note : Oblt. = Oberleutnant zur See

Nota: Les noms de commandants sans indication de grade signifie que leur grade n'est pas connu avec certitude à notre époque à la date de la prise de commandement

### Opérations Wolfpack
L'U-134 a opéré avec les Wolfpacks (meute de loups) durant sa carrière opérationnelle:
1. Ulan (25 décembre 1941 - 19 janvier 1942)
2. Umbau (4 février 1942 - 16 février 1942)
3. Endrass (12 juin 1942 - 17 juin 1942)
4. Streitaxt (20 octobre 1942 - 2 novembre 1942)
5. Stürmer (11 mars 1943 - 20 mars 1943)
6. Seeteufel (21 mars 1943 - 30 mars 1943)
7. Meise (15 avril 1943 - 22 avril 1943)

## Navires coulés
L'Unterseeboot 134 a coulé trois navires marchands pour un total de 12 147 tonneaux au cours des neuf patrouilles (405 jours en mer) qu'il effectua.
| Date             | Nom du navire | Nationalité      | Tonnage | Convoi | Fait             |
| ---------------- | ------------- | ---------------- | ------- | ------ | ---------------- |
| 9 décembre 1941  | Steinbek      | Allemagne (1933) | 2 185   |        | Coulé par erreur |
| 2 janvier 1942   | Waziristan    | Royaume-Uni      | 5 135   | PQ-7A  | Coulé            |
| 14 novembre 1942 | Scapa Flow    | Panama           | 4 827   |        | Coulé            |